# Otto Rosenberg
Pour les articles homonymes, voir Rosenberg.
Julius Karl Otto Rosenberg (en russe : Оттон Оттонович Розенберг), né le 7 juin 1888 à Friedrichstadt en Courlande et mort le 26 novembre 1919 à Tallinn, est un orientaliste et japonologue allemand de la Baltique, sujet de l'Empire russe, spécialisé en Bouddhologie et en littérature japonaise.

## Biographie
Otto Rosenberg naît dans la famille d'un archiviste allemand de Courlande, de confession luthérienne qui déménage ensuite dans la capitale impériale. Il termine avec une médaille d'or le lycée classique luthérien de la paroisse allemande Sainte-Catherine (Katharinenkirche) de Saint-Pétersbourg. De 1906 à 1911, il est étudiant à la faculté des langues orientales de l'université impériale de Saint-Pétersbourg, où il profite notamment des cours de professeurs éminents, tels que les professeurs Oldenburg (1863-1934), Chtcherbatskoï (1866-1942), Staël von Holstein (1877-1936), ou Roudnev (1878-1958).
Le jeune Rosenberg étudie le sanskrit, le pali, le mongol, le chinois, le tibétain et le japonais. En plus de sa langue maternelle, l'allemand, et le russe, langue de son pays, il avait appris le latin et le grec au lycée, et parlait le français et l'italien, ainsi que l'anglais. Il se rend dans le cadre de ses études à l'université de Bonn pendant un semestre d'été de l'année 1909, afin de poursuivre ses travaux sous la direction du professeur Jacobi (1850-1937), sanskritologue et indianiste fameux de son époque.
Otto Rosenberg devient aspirant au doctorat de la chaire de sanskritologie de la faculté des langues orientales en 1911 et se rend à l'université de Berlin pour suivre les séminaires de langues orientales du professeur Lange (1850-1933). À son retour à Saint-Pétersbourg, Rosenberg est transféré à sa demande à la chaire de littérature japonaise.
De 1912 à 1916, Rosenberg est envoyé comme post-gradé à l'université de Tokyo, afin de mieux étudier la littérature et les traditions bouddhistes, notamment selon sa forme zen. Il fait la connaissance de grands bouddhologues japonais de l'époque (Olihara Unrai, etc.). Il retourne à l'été 1916 en Russie qui traverse les épreuves de la Première Guerre mondiale et qui se trouve à la veille du grand basculement de son histoire moderne.
Rosenberg poursuit ses travaux à la faculté des langues orientales de Pétrograd (l'ancienne Saint-Pétersbourg) et devient privat-dozent, le 1er janvier 1917. Il défend sa thèse de doctorat le 6 octobre 1918 (soit un an après la Révolution d'Octobre) qui a pour titre Introduction à l'enseignement du bouddhisme selon les sources japonaises et chinoises. Rosenberg est le premier doctor philosophiæ de l'université en littérature et langue japonaises. Il devient membre de la Société géographique de Russie et de la Société archéologique de Russie.
Il commence ensuite à travailler pour le musée Asiatique de Pétrograd et pour le musée Russe. Il prend part en 1919 à l'organisation (dirigée par le professeur Oldenburg) de la première exposition sur le bouddhisme à se tenir en Russie. Elle a lieu à Pétrograd à l'été 1919.
Le 20 octobre 1919, Pavlovsk (à côté de Pétrograd), où demeure Rosenberg, est prise par les troupes de l'Armée du Nord-Ouest du général Ioudénitch. Après cet événement, plus aucun de ses collaborateurs de la faculté ou des deux musées n'a de nouvelles de Rosenberg. Il est rayé des listes du musée Russe le 20 octobre.
Plusieurs hypothèses courent sur sa mort, selon lesquelles il serait mort dans les circonstances suivantes :
- Il meurt du typhus à Pavlovsk avant l'arrivée de l'Armée Blanche (hypothèse officielle forgée de toutes pièces par les autorités communistes par la suite).
- Il meurt le 26 novembre 1919 à Tallinn (dans un pays devenu indépendant depuis un an) de scarlatine, ayant l'intention de se rendre par la Finlande au Japon. Il semble d'après les documents que ce soit la version la plus plausible[6],[7]. Il s'était enfui à pied de Pavlovsk avec sa femme Elfrieda[8] vers Gatchina, puis ils se sont retrouvés au camp de réfugiés de Jamburg (aux mains de l'Armée Blanche) et ont pris le bateau de Narva pour Tallinn. Rosenberg envoie une demande le 28 octobre 1919 au ministère de l'Instruction du gouvernement du Nord-Ouest[9] pour demander l'autorisation de se rendre en Finlande avec sa femme où se trouvent des parents. Le chef du département consulaire du ministère des Affaires étrangères du gouvernement du Nord-Ouest (Armée Blanche) transmet le 8 novembre une demande en français au ministère estonien de l'Instruction pour lui demander la protection du professeur de la part du gouvernement estonien, afin que le professeur Rosenberg puisse poursuivre ses travaux à l'université de Tartu avant de se rendre en Finlande. Les Estoniens répondent le 12 novembre que l'université de Tartu ne possède pas de chaire de langues orientales et ne peut donc envoyer d'invitation. Toutefois, des documents du ministère estonien de l'Instruction publique sont transmis le 12 novembre 1919 pour demander à l'état-major de la Première division de l'armée estonienne et au ministère estonien des Affaires étrangères d'autoriser Otto et Elfrieda Rosenberg à pénétrer en Estonie[10]. Le 15 novembre, Jamburg est prise par l'Armée Rouge. Rosenberg, qui a fui le camp entre-temps avec des soldats de l'Armée Blanche, meurt le 26 novembre à Tallinn.
- Il meurt du typhus à Pavlovsk au début de l'année 1920 (hypothèse forgée par certains de ses collègues).
- Il meurt du typhus en Extrême-Orient en 1921 (rumeurs).

## Travaux
Pendant la courte période de sa carrière scientifique, Rosenberg a le temps de publier deux ouvrages fondamentaux, réunis sous le même titre Introduction à l'enseignement du bouddhisme selon les sources japonaises et chinoises.
La première partie, Code de matériel lexicographique, est publiée à Tokyo en 1916 et se présente sous la forme d'un dictionnaire des termes bouddhistes en sanscrit, en chinois et en japonais. Cependant, à cause de la faiblesse de son tirage (à compte d'auteur), et à cause de la situation internationale, ce dictionnaire est inaccessible à la plupart des spécialistes et n'est pas reçu à sa juste valeur.
La seconde partie, qui reprend sa thèse Les problèmes de la philosophie bouddhiste, est publiée par les éditions de la faculté des langues orientales de Pétrograd à l'automne 1918. C'est ce livre qui fait la réputation de Rosenberg, constituant alors une véritable révolution pour la bouddhologie de son époque, car elle démontre les points suivants :
- Il existe dans le bouddhisme des différences fondamentales du point de vue des peuples, des philosophies et de sa diffusion dans les couches sociales.
- Le niveau de la systématique philosophique du bouddhisme est énoncé dans des shâstras qui sont des traités philosophiques. Dans les soutras, la philosophie du bouddhisme n'est pas présentée selon une forme systématique.
- La base de la philosophie bouddhiste est la théorie du dharma qui est exposée dans l'« Abhidhammapiṭaka »
- Il n'existe pas de bouddhisme « en général ». Il y a eu historiquement un enseignement qui existe depuis, seulement sous la forme de différentes écoles et de différentes disciplines.

Rosenberg rédige également nombre d'articles dans des revues savantes russes, allemandes ou japonaises. En s'inspirant de l'idée du professeur Vassili Vassiliev (1818-1900), Rosenberg met au point une méthode graphique facile d'utilisation permettant de systématiser les idéogrammes chinois et japonais. Il décrit ce système en anglais et en japonais en prenant pour exemple de démonstration plus de huit mille idéogrammes. Ce système est jusqu'à aujourd'hui largement répandu dans les dictionnaires chinois et japonais sous l'appellation de « système graphique russe ».

## Publications
- Введение в изучение буддизма по японским и китайским источникам [Introduction à l'enseignement du bouddhisme selon les sources japonaises et chinoises] :
  - Часть I. Свод лексикографического материала. — Токио, 1916. [Première partie : Code de matériel lexicographique], Tokyo, 1916
  - Часть II. Проблемы буддийской философии [Seconde partie. Les problèmes de la philosophie bouddhiste]// in : A.N. Ignatovitch, « О.О. Rosenberg. Travaux sur le bouddhisme » (en russe), Moscou, éd. Naouka (Acad. des Sc. de Russie), 1991, pp. 44-254  (ISBN 5-02-016735-5)
- Пособие по изучению японского идеографического языка. [Manuel d'enseignement de la langue idéographique japonaise], Tokyo, 1917
- О миросозерцании современного буддизма на Дальнем Востоке. [Sur la conception du monde du bouddhisme moderne en Extrême-Orient] // in A.N. Ignatovitch, ibidem (en russe), pp. 18-42  (ISBN 5-02-016735-5)
- Путь [La Voie de la contemplation] // in : N. Boldyrev « Anthologie du zen », éd. Arkaïm, 2004, pp. 19—21  (ISBN 5-8029-0508-5)
- (en) O. Rosenberg. Arrangement of the Chinese Characters according to an Alphabetical System being the Introduction to a Japanese Dictionary of 8000 Characters and List of 22000 Characters. – Tokyo, 1916.
- (de) O. Rosenberg. Die Weltanschauung des modernen Buddhismus im fernen Osten. – Materialien zur Kunde des Buddhismus. 6 Heft. Heidelberg, 1924.
- (de) O. Rosenberg. Die Probleme der buddhistischen Philosophie. - Materialien zur Kunde des Buddhismus. 7/8 Heft. Heidelberg, 1924.

## Source
- (ru) Cet article est partiellement ou en totalité issu de l’article de Wikipédia en russe intitulé « Розенберг, Оттон Оттонович » (voir la liste des auteurs).